# Михара (село)
Михара (яп. 三原村 Михара-мура) — село в Японии, находящееся в уезде Хата префектуры Коти. Площадь села составляет 85,35 км², население — 1579 человек (1 августа 2014), плотность населения — 18,50 чел./км².

## Географическое положение
Село расположено на острове Сикоку в префектуре Коти региона Сикоку. С ним граничат города Симанто, Сукумо, Тосасимидзу.

## Население
Население села составляет 1579 человек (1 августа 2014), а плотность — 18,50 чел./км². Изменение численности населения с 1980 по 2005 годы:
| 1980 | 2195 чел. |  |
| 1985 | 2156 чел. |  |
| 1990 | 2005 чел. |  |
| 1995 | 1986 чел. |  |
| 2000 | 1871 чел. |  |
| 2005 | 1808 чел. |  |

## Символика
Деревом села считается Chamaecyparis obtusa, цветком — рододендрон, птицей — Syrmaticus soemmerringii.